# Silke Hörner
Silke Hörner (Leipzig, 12 de setembro de 1975) é uma nadadora alemã, ganhadora de três medalhas em Jogos Olímpicos.
Ela foi nomeada pela Swimming World Magazine como a "Nadadora Européia do Ano" em 1985 e 1987, mas suas realizações são vistas com desconfiança, devido ao programa sistemático de doping que ocorreu na Alemanha Oriental. Em 1991, o ex-treinador de natação da Alemanha Oriental, Michael Regner, alegou que na década de 1980 ele tinha sido encarregado de distribuir esteróides anabolizantes para os nadadores da equipe, incluindo Hörner. 
Hörner ganhou destaque quando estabeleceu um recorde mundial nos 200 metros peito de 2:28.33 em Leipzig, na fase de qualificação para o Campeonato Europeu de 1985. Lá, ela tropeçou, ficando em terceiro lugar na prova dos 200 m, e só obteve a prata atrás da colega Sylvia Gerasch nos 100 metros. Apesar de não ter vencido nenhum evento, ela foi nomeada como a "Nadadora Européia do Ano".
Em 1986, no Campeonato Mundial de Madrid, Horner estabeleceu um novo recorde mundial nos 200 m peito em seu caminho para o ouro, recuperando o recorde de Gerasch, que tinha quebrado-o no início do ano.
Em 1987 no Campeonato Europeu, em Estrasburgo, França, Horner ganhou os dois eventos de peito, reivindicando o recorde dos 100 m de Gerasch no processo, e também uma medalha de ouro no revezamento 4x100 m medley, resultando em seu segundo título de "Nadadora Européia do Ano".
Nos Jogos Olímpicos de Seul em 1988, Horner estabeleceu um novo recorde mundial nos 200 m peito em seu caminho para o ouro, recuperando o recorde de Allison Higson do Canadá, que tinha quebrado-o no início do ano. Ela nadou longe do seu recorde mundial nos 100 m peito, terminando com a medalha de bronze. Mais tarde, ganhou o ouro no revezamento 4x100 m medley juntamente com Kristin Otto, Weigang Birte e Katrin Meissner.
Foi recordista mundial dos 100 metros peito entre 1987 e 1994, e dos 200 metros peito três vezes: entre 1985 e 1986, entre 1986 e 1988 e entre 1988 e 1992. 